# Уилямс FW20
Уилямс FW20 е болид от Формула 1 с който отбора на Уилямс участва за сезон 1998. Той е пилотиран от действащия световен шампион Жак Вилньов и Хайнц-Харалд Френтцен за когото това е втори сезон с тима.
Това е първият болид от 1991 насам, която не е изцяло направен от Ейдриън Нюи. Той напусна Уилямс след края на 1996 в посока Макларън докато Рено напусна Формула 1 след 1997. Болидът FW20 се оказа не толкова конкурентен. Причината за това е, че новите правила на ФИА за сезон 1998 позволяват всичките отбори да стеснят болидите си до 180 см максимум. Също така това е и първия сезон с новата цветова схема на болида с червен и жълт, след като Ротманс Интернешънъл реши да спонсорира австралийската компания за цигари Уинфйилд.
Сезонът започна с трета позиция на Френтцен в Австралия, докато Вилньов завърши 5-и изненадващо на обиколка зад победителя Мика Хакинен с Макларън. След това последва резултати в точките, но ясно се личи не са в онази форма, в която са били през предната година. Жак финишира два пъти на трета позиция в Германия и Унгария. Тимът завърши трети с 38 точки.
Вилньов бе недоволен с отбора през сезона и с никакъв шанс да запази титлата си поради лошите резултати. Канадецът реши да продължи кариерата си с отбора на БАР за 1999 година, докато Френтцен премина за отбора на Джордан. И двамата са заместени от Ралф Шумахер и Алесандро Занарди заедно със съксесора FW21.

## Резултати от Формула 1
| Година | Отбор  | Двигател     | Гуми | Пилоти                | 1   | 2   | 3   | 4   | 5   | 6   | 7   | 8   | 9   | 10  | 11  | 12  | 13  | 14  | 15  | 16  | Точки | WCC  |
| ------ | ------ | ------------ | ---- | --------------------- | --- | --- | --- | --- | --- | --- | --- | --- | --- | --- | --- | --- | --- | --- | --- | --- | ----- | ---- |
| 1998   | Уилямс | Мекахром V10 | Г    |                       | AUS | BRA | ARG | SMR | ESP | MON | CAN | FRA | GBR | AUT | GER | HUN | BEL | ITA | LUX | JPN | 38    | 3-ти |
| 1998   | Уилямс | Мекахром V10 | Г    | Жак Вилньов           | 5   | 7   | Ret | 4   | 6   | 5   | 10  | 4   | 7   | 6   | 3   | 3   | Ret | Ret | 8   | 6   | 38    | 3-ти |
| 1998   | Уилямс | Мекахром V10 | Г    | Хайнц-Харалд Френтцен | 3   | 5   | 9   | 5   | 8   | Ret | Ret | 15  | Ret | Ret | 9   | 5   | 4   | 7   | 5   | 5   | 38    | 3-ти |